# Рогата райска птица
Рогатата райска птица (Phonygammus keraudrenii) е вид птица от семейство Райски птици (Paradisaeidae), единствен представител на род Phonygammus.

## Разпространение и местообитание
Разпространен е в Австралия, Индонезия и Папуа Нова Гвинея.